# Торальф Ґлад
Торальф Ґлад (норв. Thoralf Glad, 1 лютого 1878 — 17 липня 1969) — норвезький яхтсмен.
Олімпійський чемпіон 1912 року в класі 8 метрів.